# Infant Joy
Infant Joy is een gedicht van William Blake dat werd gepubliceerd in 1789 in zijn bundel 'Songs of Innocence’'. Het is de tegenhanger van "Infant Sorrow", dat op een later tijdstip, in 1794, werd gepubliceerd in 'Songs of Experience'.
Van deze twee boeken zijn 'The Tyger' in ' Songs of Experience' en zijn tegenhanger 'The Lamb' in 'Songs of Innocence' de bekendste. Zowel 'Infant Joy' als 'Infant Sorrow' maken gebruik van twee stanza's, maar 'Infant Sorrow' heeft een regelmatig rijmschema AABB voor beide stanza's terwijl 'Infant Joy' ABCDAC voor het eerste stanza gebruikt, en ABCDDC voor het tweede. Het meest uitgesproken patroon in 'Infant Joy' is het dubbele rijm dat wordt herhaald in versregels drie, zes, negen en twaalf. Dit patroon geeft het gedicht, in contrast met de meer indringende rijmen van 'Infant Sorrow, een wat meer terughoudende kwaliteit. Op die manier wekt het de suggestie dat hoewel de spreker het kind een vreugdevol leven toewenst, hij of zij weet dat dit waarschijnlijk niet zal gebeuren. 
Een mogelijke interpretatie is dat het gedicht gaat over de gift van het leven aan een pasgeboren baby. Slechts twee dagen oud wordt de baby gevraagd, vermoedelijk door zijn moeder, welke naam hij wil. De baby noemt zichzelf Joy (Vreugde). De moeder zegent dan vrolijk de baby "Joy", met de hoop dat in zijn leven vreugde inderdaad zijn lot zal zijn.

## Gedicht
"I have no name
I am but two days old."
What shall I call thee?
"I happy am,
Joy is my name."
Sweet joy befall thee!
Pretty joy!
Sweet joy, but two days old.
Sweet Joy I call thee:
Thou dost smile,
I sing the while;
Sweet joy befall thee!